# Simen Spieler Nilsen
Pour les articles homonymes, voir Pedersen.
Simen Spieler Nilsen, né le 4 août 1993 est un patineur de vitesse norvégien. 

## Biographie
Simen Spieler Nilsen est devenu champion du monde de poursuite par équipe à la Coupe du monde junior 2010 à Moscou avec Håvard Lorentzen et Sverre Lunde Pedersen en battant la Corée par trois centièmes en finale. Lors de la Coupe du monde junior en 2011, il est devenu médaillé d'argent en combiné.
En 2018, Il remporte une médaille d'or en poursuite  avec ses équipiers Håvard Bøkko, Sindre Henriksen et Sverre Lunde Pedersen.

## Palmarès

### Jeux olympiques d'hiver
| Épreuve / Édition   | 500 mètres | 1 000 mètres | 1 500 mètres | 5 000 mètres | 10 000 mètres | Mass start | Poursuite par équipes          |
| JO 2014 Sotchi      | —          | —            | 36e          | 25e          | —             | —          | 5e                             |
| JO 2018 Pyeongchang | —          | —            | —            | 13e          | —             |            | Médaille d'or, Jeux olympiques |

Légende :
- : première place, médaille d'or
- : deuxième place, médaille d'argent
- : troisième place, médaille de bronze
- : pas d'épreuve
- — : Non disputée par le patineur
- DSQ : disqualifiée